# 阿夸里厄斯高原
阿夸里厄斯高原（英語：Aquarius Plateau）是更大的科羅拉多高原地貌上的構造抬升，是美國猶他州最高的高原。這裡有超過900平方英里（2330平方公里）的高地，大部分被森林覆蓋，其中大部分是迪克西國家森林的一部分。阿夸里厄斯高原位於猶他州中南部的加菲爾德縣和韋恩縣境內。